# Нічний жах
Нічни́й жах або нічни́й страх (лат. Pavor nocturnus) — досить рідкісний розлад сну парасомнічного спектру, що характеризується різким і недовгим пробудженням в стані сильного страху. Патологія має психогенний характер і найчастіше стосується дітей дошкільного віку.

## Опис
Нічні жахи характеризуються миттєвим пробудженням з фази глибокого сну, яке супроводжується різкими рухами тіла і частими скрикуваннями. Збільшується частота серцевих скорочень, потовиділення, людину трясе, в деяких випадках навіть нудить. Потім вона різко встає з ліжка з широко відкритими очима, але не бачить нічого і нікого навколо себе (зіниці розширені й на світловий стимул не відповідають). Поговорити з нею в цей момент буває важко, оскільки, не дивлячись на повну функціональність мозку, людина перебуває в стані шоку і може отримати травму або ж сама нанести її навколишнім. Епізоди можуть тривати від одного до декількох хвилин, при яких людина може навіть встати та зробити кілька кроків. Через деякий час вона знову засинає і, як правило, на наступний ранок нічого не пам'ятає.
Нічні жахи трапляються у людей з парасомнією, в проміжку однієї-чотирьох годин після засинання, в час, коли глибока фаза сну домінує і сновидінь майже немає. Саме це положення відрізняє нічні жахи від кошмарів, які зачіпають всіх, і, зазвичай, залишають неприємне відчуття після пробудження (в таких випадках люди, як правило, говорять, що їм приснився «поганий сон»). Не варто також плутати нічний жах з сонним паралічем — станом, що трапляється в фазі швидкого сну. Патологія сонного паралічу швидше пов'язана з нарколептичним захворюванням, ніж з парасомнією (якій також притаманний сомнамбулізм).

## Симптоми та лікування

### У дітей
Нічні жахи найчастіше бувають у дошкільнят і молодших школярів. Нічні страхи у дітей не є ознаками глибоких психологічних проблем, але турбують частіше в періоди життя, насичені бурхливими переживаннями. Нечасті нічні жахи є нормою, однак якщо протягом тижня нічні жахи трапляються майже щоночі, то слід звернутися до педіатра. Не можна кричати на дитину, намагатися її розбудити (можна розбудити її тихенько, поклавши їй руку на плече), трясти її, брати на руки, умивати. Це ще більше її налякає. Предмети та люди в кімнаті можуть здаватися дитині страхітливими. Потрібно м'якими рухами вкласти дитину назад спати. Можна ласкавим тихим голосом співати колискову пісню, вмикати неголосну музику і ніжно гладити дитину по голові. При необхідності дитину можна переодягти та поправити ліжко. Можна напоїти її теплою водою. Не потрібно розпитувати дитину, що їй наснилося, адже вранці вона нічого не згадає. Якщо вона тривожиться за свого маленького родича (дитину дядька або тітки), то краще тихо нагадати їй, що її двоюрідний брат або сестра обов'язково прийдуть допомогти.

### У дорослих
Нічні жахи у дорослих зустрічаються рідше, ніж у дітей. У багатьох випадках вони вказують на порушення, тривогу, агресію. Симптоми точно такі ж, як і у дітей.
Бажано уникати ситуацій, які провокують збудження, тривогу та агресію.